# Chalva (Khodjaly)
Chalva est un village de la région de Khodjaly en Azerbaïdjan. Elle compte 113 habitants en 2005.